# Motorola Pageboy II
Der Motorola Pageboy II ist ein Funkmeldeempfänger (FME). Er dient zur Alarmierung oder Benachrichtigung von Personen oder Personengruppen über ein Funknetz. Das Gerät kommt überwiegend bei den BOS zum Einsatz.

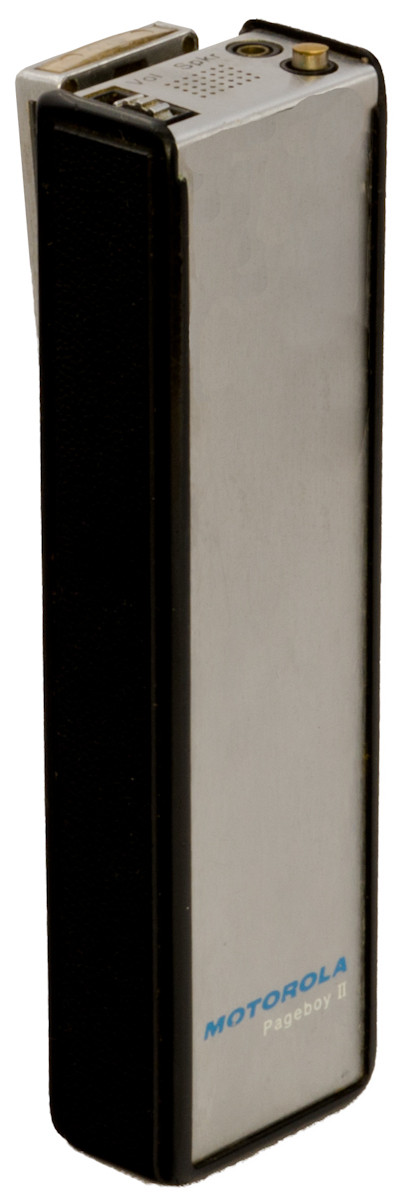
Motorola Pageboy II

Der Pageboy II wurde 1975 in den Vereinigten Staaten und 1976 in Europa eingeführt. Er war der Nachfolger des nur kurz fabrizierten Pageboy. Mit seiner Größe von ca. 12 cm × 3,5 cm × 2 cm und seinem Gewicht von ca. 85 Gramm (ohne Akku) war er zu der damaligen Zeit der kleinste Funkmeldeempfänger am Markt. Als Spannungsversorgung dient dem Melder ein spezieller 1,3-Volt-Akku, der von Motorola angefertigt wurde. Durch seinen Clip auf der Rückseite kann der FME auch am Gürtel getragen werden.

## Technische Beschreibung
Die Standardausführung des Motorola Pageboy II arbeitet im 4-Meter-Band-Bereich, während es auch eine Ausführung für das 2-Meter-Band gibt. Die Empfänger müssen für den jeweiligen Funkkanal bequarzt und abgeglichen werden. Die Alarmierung erfolgt analog standardmäßig über eine 5-Ton-Folge, auf die das Gerät spezifisch mit einem PROM kodiert werden muss. Auch eine 3- oder 4-Ton-Folgeauswertung ist alternativ möglich. Wird eine kodierte Tonfolge empfangen, ertönt zunächst für einige Sekunden ein Alarmton. Anschließend erfolgt die Sprachdurchsage.
Zum Einschalten des Gerätes und zum Einstellen der Lautstärke dient ein Drehschalter auf der Stirnseite des Gerätes. Weiterhin befindet sich dort ein Taster zum Rücksetzen des FME nach Beendigung der Alarmierungsdurchsage (der FME wird wieder stummgeschaltet und ist anrufbereit). Eine 2,5-mm-Klinkenbuchse dient zum Anschluss eines Ohrhörers.

## Zubehör

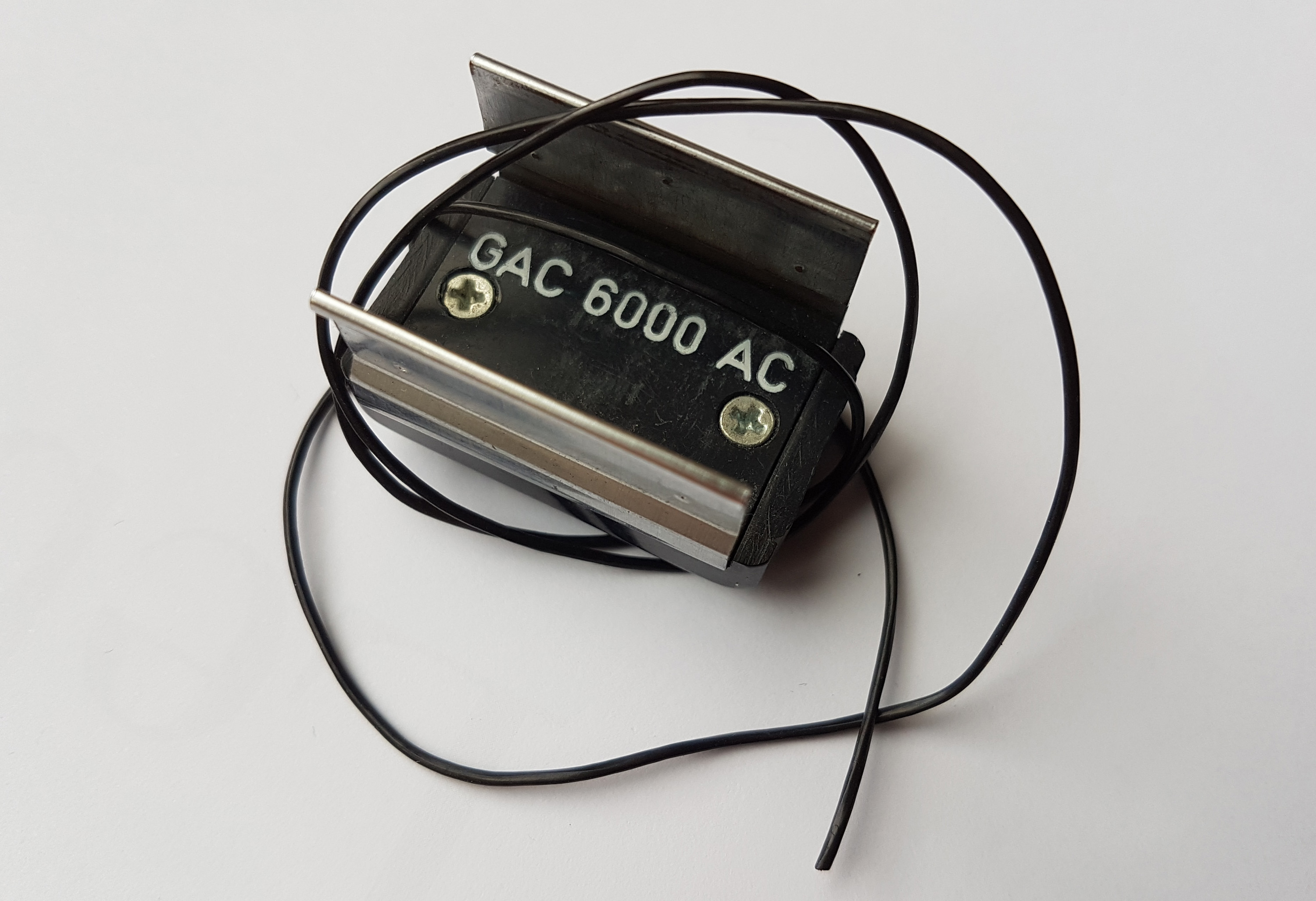
Motorola Pageboy II Schleppantenne

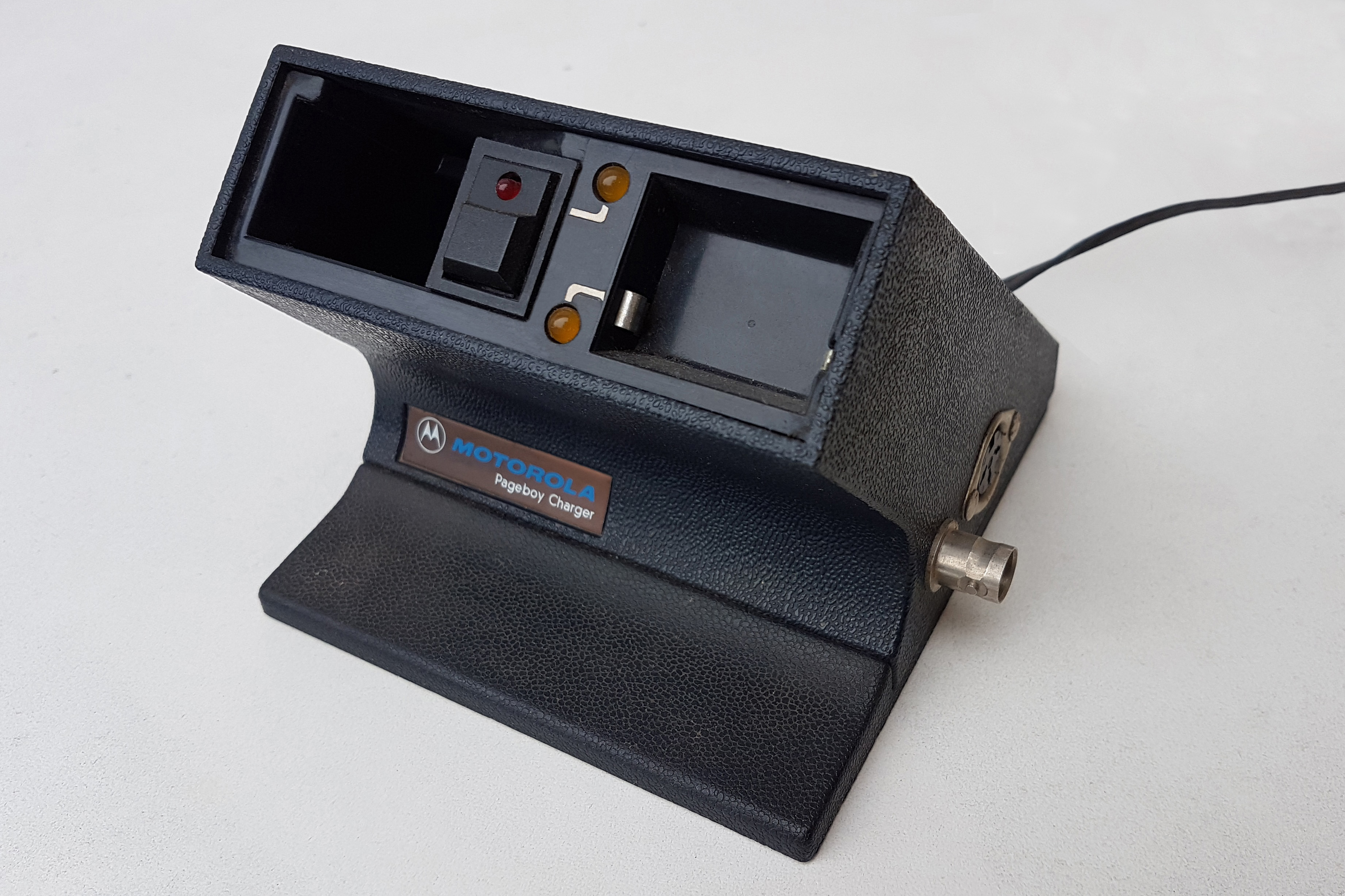
Motorola Pageboy II Ladegerät

Folgendes Zubehör wurde für den Pageboy II gefertigt:
- 220-Volt-Ladegerät mit Ladeplatz für einen zusätzlichen Akku und externen Anschlussmöglichkeiten für eine Antenne und Zusatzgeräten wie z. B. eine Alarmpfeife.
- Schleppantenne (bei schlecht versorgten Empfangsbereichen)